# گرهارد پتریچ

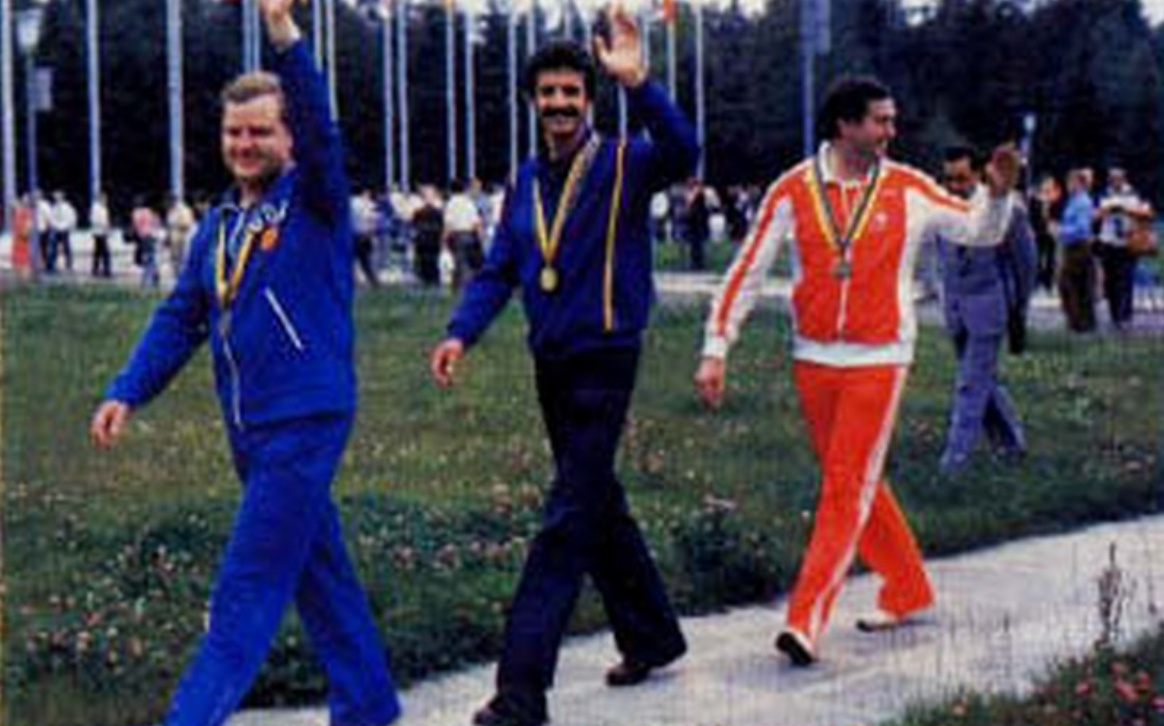
گرهارد پتریچ (راست) در بازی های المپیک تابستانی ۱۹۸۰

گرهارد پتریچ (انگلیسی: Gerhard Petritsch؛ زادهٔ ۲ سپتامبر ۱۹۴۰)  یک تیرانداز ورزشی سابق اتریشی است که در بازی‌های المپیک تابستانی ۱۹۷۲ ، در بازی‌های المپیک تابستانی ۱۹۷۶ ، در بازی‌های المپیک تابستانی ۱۹۸۰ و در بازی‌های المپیک تابستانی ۱۹۸۴ شرکت کرد .  او مدال برنز بازی های المپیک تابستانی ۱۹۸۰ را به دست آورد.
وی در مسابقات کشوری و بین‌المللی در مجموع برندهٔ ۱ مدال برنز شده‌است.